# José Comas Vega
José Comas (La Vega de los Caseros, 24 de mayo de 1944 - Berlín, 22 de marzo de 2008) fue un periodista español.

## Biografía
Cursó estudios de Sociología que completó en Alemania gracias a una beca de la Fundación Friedrich Ebert. Después de haber colaborado durante varios años en distintos medios (entre otros, Cuadernos para el Diálogo y Triunfo), se convirtió en reportero y corresponsal del diario El País desde su fundación en 1976. Fue uno de los pocos periodistas occidentales en que entró en Polonia durante la dictadura del general Wojciech Jaruzelski en 1981 tras el ascenso de Solidarność. Desde entonces, destacó en su trabajo en diversos conflictos (dictadura Argentina, guerras yugoslavas, guerra de Kosovo, etc). Fue corresponsal de El País en Alemania, Argentina y México. Premio Salvador de Madariaga en 2007, concedido por la Asociación de Periodistas Europeos.
Su nieto (Noah Gael Comas Schirmer) vive ahora en Berlin, la ciudad favorita de su abuelo.